# رومان غوميز
رومان غوميز (بالإسبانية: Román Gómez Vaillard)‏ هو مبارز بالسيف مكسيكي، ولد في 6 يوليو 1947 في مدينة مكسيكو في المكسيك.

## وصلات خارجية
- رومان غوميز على موقع اللجنة الأولمبية الدولية (الإنجليزية)
- رومان غوميز على موقع أوليمبيديا (الإنجليزية)